# Mickaël Pérez
Pour les articles homonymes, voir Pérez.
Mickaël Pérez (né le 2 juillet 1983 à Gap dans les Hautes-Alpes) est un joueur français de hockey sur glace.

## Biographie

### Carrière en club
Il a été formé aux Rapaces de Gap avec qui il débute en Division 1 en 2000. En 2001, il passe une saison avec Anglet dans le championnat de France junior.
En 2002, il passe en senior avec le club de Briançon. Les diables rouges terminent douzièmes du Super 16. En 2004, l'entraîneur-joueur Juha Jokiharju est remplacé en cours de saison par Luciano Basile. L'équipe remporte la "poule nationale" synonyme de neuvième place de l'élite. Pérez rate de nombreux matchs pour cause de blessure. Le nouvel entraîneur l'aligne souvent avec les tchèques Jan Boháč et Bohuslav Subr en deuxième ligne d'attaque.
Lors de la saison 2004-2005, il est écarté lors de la pré-saison par l'entraîneur Luciano Basile. Il retourne donc un peu plus au sud chez son club formateur qui est également pensionnaire de l'élite. Il retrouve son frère Anthony dans l'équipe. Les Rapaces terminent onzièmes de la compétition.
En 2005, il est de retour avec les diables rouges. Lorsque le slovaque Tomáš Balúch se blesse pour la saison, il saisit sa chance et s'impose sur la première ligne d'attaque aux côtés de l'international slovène Edo Terglav et du centre tchèque Martin Filip. L'équipe échoue en finale de Coupe de France contre Dijon puis sombrer en quart de finale des séries éliminatoires de Ligue Magnus contre cette même équipe. La saison suivante, Briançon termine troisième de la Ligue Magnus. Pérez termine meilleur pointeur de l'équipe lors de séries éliminatoires. L'équipe s'incline 3 victoires à deux contre Grenoble, futur vainqueur. Les isérois également vainqueur de la Coupe de la Ligue avaient battu l'équipe de la ville-haute en quart de finale de cette compétition. En Coupe de France, les diables rouges s'inclinent en demi-finale 4-3 à Épinal.
Pour la saison 2007-2008, il signe à Grenoble. Sa saison est difficile, il est souvent blessé et l'entraîneur Mats Lusth lui donne peu de temps de jeu. Malgré tout, il marque un but important lors de la finale de Coupe de France victorieuse contre les Dragons de Rouen. Les brûleurs de loups terminent troisième de la ligue derrière Rouen et Briançon.
En 2008, il signe pour deux saisons aux Diables Rouges de Briançon. L'équipe est battue en huitième de finale de la Coupe de France chez les Ducs de Dijon 3-1. Elle s'incline en finale de Coupe de la Ligue contre les Brûleurs de Loups de Grenoble 4-3 après prolongation. Les briançonnais, premiers de la saison régulière, sont défaits trois victoires à une en finale de la Ligue Magnus contre cette même équipe. En cette fin de saison Luciano Basile l'aligne sur la deuxième ligne avec Dany Roussin et Damien Raux. Les grenoblois réalisent le quadruplé avec en plus le match des champions et la Coupe de France.
En 2009-2010, Grenoble bat 1-0 les Diables Rouges lors du Match des Champions à Mulhouse. Rouen vainqueur de la Coupe de la Ligue éliminent les diables rouges en demi-finale. Le 31 janvier 2010, il est l'un des artisans de la victoire des Diables Rouges en finale de la Coupe de France 2010 contre Rouen 2-1 aux tirs au but au Palais omnisports de Paris-Bercy. Il s'agit du premier titre majeur remporté par le club.
Lors de l'intersaison 2010-2011, le club connaît de graves problèmes financiers avant d'être sauvé et maintenu en Ligue Magnus lors du mois d'août. Les joueurs dont Pérez acceptent de baisser leurs salaires et décident de poursuivre l'aventure avec les Diables Rouges. Rajeunie, l'équipe réalise un beau parcours en Coupe de la Ligue avant de s'incliner en finale contre les Brûleurs de Loups de Grenoble 4-3 en prolongation. Pérez réalise la saison la plus prolifique de sa carrière. Il est le meilleur pointeur de son équipe avec 40 points en saison régulière. Il en ajoute 5 lors des séries éliminatoires. Briançon quatrième de la saison régulière de la Ligue Magnus est sorti trois victoires à une par Amiens en quart de finale.
Au cours de la Coupe de la ligue 2011-2012, les Diables Rouges, premiers de la poule D, éliminent ensuite Chamonix puis Rouen pour atteindre la finale de l'épreuve. Le match se dispute sur la glace de Méribel où ils comptent cinq défaites en finale de Coupe de la ligue et de Coupe de France. Après trois échecs à ce stade de la compétition, les Briançonnais l'emportent 4-1 face aux Pingouins de Morzine-Avoriaz et décrochent la première Coupe de la Ligue de leur histoire.
En 2012, il revient à Gap. 
Lors de la campagne 2014-2015, l'équipe est dirigée par Luciano Basile assisté de son ancien équipier à Briançon Éric Blais. Deuxièmes de la saison régulière de la Ligue Magnus, les Rapaces remportent la Coupe Magnus en battant en finale le Gamyo Épinal en sept matchs.

### Carrière internationale
Il a représenté l'Équipe de France de hockey sur glace aux mondiaux moins de 18 ans en 2000 et 2001. Du 28 juillet 2007 au 5 août 2007, il a participé avec l'équipe de France A' à une tournée de matchs amicaux en République tchèque.

## Statistiques

### En club
| Saison    | Équipe                     | Ligue        |    | Saison régulière | Saison régulière | Saison régulière | Saison régulière | Saison régulière |   | Séries éliminatoires | Séries éliminatoires | Séries éliminatoires | Séries éliminatoires | Séries éliminatoires |
| Saison    | Équipe                     | Ligue        | PJ | B                | A                | Pts              | Pun              | PJ               | B | A                    | Pts                  | Pun                  |                      |                      |
| 2000-2001 | Rapaces de Gap             | Division 1   |    |                  |                  |                  |                  |                  |   |                      |                      |                      |                      |                      |
| 2002-2003 | Diables Rouges de Briançon | Ligue Magnus | 18 | 3                | 4                | 7                | 31               |                  |   |                      |                      |                      |                      |                      |
| 2003-2004 | Diables Rouges de Briançon | Ligue Magnus | 14 | 8                | 5                | 13               | 27               |                  |   |                      |                      |                      |                      |                      |
| 2004-2005 | Rapaces de Gap             | Ligue Magnus | 16 | 5                | 5                | 10               | 4                |                  |   |                      |                      |                      |                      |                      |
| 2005-2006 | Diables Rouges de Briançon | Ligue Magnus | 26 | 13               | 12               | 25               | 4                | 4                | 1 | 0                    | 1                    | 0                    |                      |                      |
| 2005-2006 | Diables Rouges de Briançon | CdF          | 5  | 2                | 1                | 3                | 0                |                  |   |                      |                      |                      |                      |                      |
| 2006-2007 | Diables Rouges de Briançon | Ligue Magnus | 25 | 14               | 12               | 26               | 12               | 8                | 5 | 4                    | 9                    | 0                    |                      |                      |
| 2006-2007 | Diables Rouges de Briançon | CdF          | 4  | 1                | 1                | 2                | 2                |                  |   |                      |                      |                      |                      |                      |
| 2006-2007 | Diables Rouges de Briançon | CdlL         | 4  | 1                | 2                | 3                | 0                |                  |   |                      |                      |                      |                      |                      |
| 2007-2008 | Grenoble MH 38             | Ligue Magnus | 21 | 1                | 0                | 1                | 8                | 6                | 0 | 0                    | 0                    | 0                    |                      |                      |
| 2007-2008 | Grenoble MH 38             | CdF          | 4  | 1                | 1                | 2                | 0                |                  |   |                      |                      |                      |                      |                      |
| 2007-2008 | Grenoble MH 38             | CdlL         | 4  | 0                | 2                | 2                | 0                |                  |   |                      |                      |                      |                      |                      |
| 2008-2009 | Diables Rouges de Briançon | Ligue Magnus | 24 | 12               | 11               | 23               | 6                | 12               | 4 | 5                    | 9                    | 0                    |                      |                      |
| 2008-2009 | Diables Rouges de Briançon | CdF          | 1  | 0                | 0                | 0                | 2                |                  |   |                      |                      |                      |                      |                      |
| 2008-2009 | Diables Rouges de Briançon | CdlL         | 11 | 2                | 3                | 5                | 2                |                  |   |                      |                      |                      |                      |                      |
| 2009-2010 | Diables Rouges de Briançon | Ligue Magnus | 26 | 9                | 19               | 28               | 16               | 6                | 1 | 0                    | 1                    | 0                    |                      |                      |
| 2009-2010 | Diables Rouges de Briançon | CdF          | 5  | 1                | 2                | 3                | 2                |                  |   |                      |                      |                      |                      |                      |
| 2009-2010 | Diables Rouges de Briançon | CdlL         | 6  | 5                | 3                | 8                | 0                |                  |   |                      |                      |                      |                      |                      |
| 2010-2011 | Diables Rouges de Briançon | CdlL         | 6  | 6                | 2                | 8                | 0                | 5                | 2 | 5                    | 7                    | 0                    |                      |                      |
| 2010-2011 | Diables Rouges de Briançon | Ligue Magnus | 26 | 14               | 26               | 40               | 4                | 4                | 2 | 3                    | 5                    | 0                    |                      |                      |
| 2011-2012 | Diables Rouges de Briançon | Ligue Magnus | 9  | 4                | 3                | 7                | 4                | 4                | 1 | 0                    | 1                    | 0                    |                      |                      |
| 2011-2012 | Diables Rouges de Briançon | CdF          | 3  | 1                | 0                | 1                | 0                | -                | - | -                    | -                    | -                    |                      |                      |
| 2011-2012 | Diables Rouges de Briançon | CdlL         | 4  | 1                | 4                | 5                | 2                | 5                | 3 | 1                    | 4                    | 2                    |                      |                      |
| 2012-2013 | Rapaces de Gap             | Ligue Magnus | 24 | 3                | 9                | 12               | 6                | 3                | 0 | 1                    | 1                    | 2                    |                      |                      |
| 2012-2013 | Rapaces de Gap             | CdF          | 1  | 0                | 2                | 2                | 0                | -                | - | -                    | -                    | -                    |                      |                      |
| 2012-2013 | Rapaces de Gap             | CdlL         | 4  | 0                | 2                | 2                | 0                | -                | - | -                    | -                    | -                    |                      |                      |
| 2013-2014 | Rapaces de Gap             | Ligue Magnus | 24 | 5                | 13               | 18               | 6                | 1                | 0 | 0                    | 0                    | 0                    |                      |                      |
| 2013-2014 | Rapaces de Gap             | CdF          | 2  | 1                | 4                | 5                | 0                | -                | - | -                    | -                    | -                    |                      |                      |
| 2013-2014 | Rapaces de Gap             | CdlL         | 5  | 2                | 3                | 5                | 0                | -                | - | -                    | -                    | -                    |                      |                      |
| 2014-2015 | Rapaces de Gap             | CdlL         | 2  | 0                | 0                | 0                | 0                | 2                | 0 | 0                    | 0                    | 0                    |                      |                      |
| 2014-2015 | Rapaces de Gap             | CdF          | -  | -                | -                | -                | -                | 2                | 0 | 1                    | 1                    | 0                    |                      |                      |
| 2014-2015 | Rapaces de Gap             | Ligue Magnus | 19 | 4                | 10               | 14               | 2                | 17               | 4 | 8                    | 12                   | 6                    |                      |                      |
| 2015-2016 | Rapaces de Gap             | Ligue Magnus | 21 | 3                | 4                | 7                | 6                | 6                | 0 | 0                    | 0                    | 0                    |                      |                      |

### En équipe nationale
| Année | Compétition                             |   | PJ | B | A | Pts | Pun | +/-                        |  | Résultat |
| 2000  | Championnat du monde moins de 18 ans    | 5 | 1  | 0 | 1 | 2   | -4  | Huitième du mondial B      |  |          |
| 2001  | Championnat du monde moins de 18 ans D2 | 4 | 2  | 0 | 2 | 6   | +2  | Deuxième de la division II |  |          |